# Пац, Ян Доминикович
Ян Доминикович Пац (ок. 1550—1610) — государственный деятель Великого княжества Литовского, чашник великий литовский (1580—1589), тиун виленский (1589—1600), воевода минский (1600—1610), староста каменецкий и довгялишковский.

## Биография
Представитель литовского магнатского рода Пацов герба «Гоздава». Старший сын каштеляна смоленского Доминика Николаевича Паца (? — 1579) и Анны Андреевны Лозы. Младший брат — подкоморий берестейский Николай Пац (? — 1595). По материнской линии был сводным братом митрополита Киевского, Галицкого и всея Руси Ипатия Поцея.
В 1580 году Ян Пац получил должность чашника великого литовского. В 1582 году он получил привилей на сёло Дыники в Каменецкой державе, в 1584 году — привилей на сёла Кивиле и Кливоле в Жемайтии, которые ему уступил дядя Николай Пац, каштелян смоленский. В 1585 году был назначен комиссаром для разграничения королевских земель с имениями, которые принадлежали Пацам. На сейме 1587 года предложил избрать на королевский трон Речи Посполитой московского царя Фёдора Иоанновича. В 1588 году польский король Сигизмунд Ваза разрешил ему выкупить Каменецкое староство у воеводы берестейского Гавриила Горностая. В том же году продал местечко Куноса под Несвижем князю Николаю Криштофу Радзивиллу «Сиротке» за 12000 коп грошей.
В апреле 1589 года Ян Пац получил звание виленского тиуна, а в марте 1600 году был назначен воеводой минским. В 1592 году Ян Пац был избран маршалком сейма. В 1595 году с согласия короля и великого князя канцлер великий литовский Лев Иванович Сапега уступил Яну Пацу Довгялишское староство. В 1596 году на сейме в Варшаве был назначен комиссаром для размежевания Подляшского, Берестейского воеводств и Гродненского повета.
Первоначально исповедовал кальвинизм, в 1600 году перешёл в римско-католическую веру.
Ян Пац купил город Чарторыйск на Волыни у князя Ежи Чарторыйского, который получил право на проживание в Чарторыйском замке на семь лет. Однако Ян Пац был этим не доволен и сам поселился в замке. В ответ 5 декабря 1602 года князь Ежи Чарторыйский со своими людьми и друзьями Бенедиктом Гулевичем и каштеляном брацлавским Николаем Семашко, напали на Чарторыйск и побили людей Паца, а его самого ранили. Ян Пац вызвал захватчиков на королевский суд, но в 1603 году они примирились при помощи воеводы виленского, князя Кшиштофа Радзивилла, и воеводы волынского, князя Александра Острожского. Ежи Чарторыйский отказался от свободного проживания в Чарторыйске и продал его за 400000 злотых, а Ян Пац в свою очередь включил Чарторыйский замок и местечко Муравицу в Волынское воеводство.

## Семья
Был дважды женат. Его первой женой стала Криштина Нарушевич, дочь каштеляна смоленского Станислава Комаевского, в браке с которой он детей не имел. Вторично женился на Софии Андреевны Вишневецкой (1569—1619), дочери воеводы волынского, князя Андрея Ивановича Вишневецкого (ок. 1528—1584), и Евфимии Юрьевны Вержбицкой (1539—1589). Дети:
- Кшиштоф (умер в молодости)
- Александр (ум. после 1634)
- Аврелиан, принял монашество под именем Антония
- Ян Казимир (ум. 1653), писарь великий литовский (1639)
- Павел (умер в юности)
- Феликс (умер в молодости)
- Анна, 1-й муж — каштелян полоцкий Николай Богуслав Деспот-Зенович (ум. 1621), 2-й муж — тиун поюрский Кшиштоф Кришпин-Киршенштейн

После смерти Яна Паца его вдова София Вишневецкая вторично вышла замуж за каштеляна смоленского Кшиштофа Вацлава Шемета.